# Robert Demachy
Robert Demachy (Saint-Germain-en-Laye, 7 juli 1859 – Hennequeville, 29 december 1936) was een Frans fotograaf, schilder en essayist. Hij wordt wel gerekend tot de picturalisten.

## Leven en werk
Demachy werd geboren in een welgestelde familie in de buurt van Parijs en was aanvankelijk voorbestemd bankier te worden. Vanaf 1876 wijdde hij zich echter volledig aan zijn hobby: de fotografie. In 1888 sloot hij zich aan bij de bekende “Photo-Club de Paris”.
Demachy hield zich veel bezig met de fotografie van beweging, met name van mensen en van straatscènes. Hij maakte gebruik van het gomdruk-procedé en ontwikkelde daarbij een stijl waarbij hij door geraffineerde manipulatie van de negatieven (retoucheren via olie-technieken) een schilderachtig effect aan zijn foto’s toevoegde. Belangrijke thema’s in zijn werk zijn de overgang van personen in hun omgeving en de tegenstelling tussen schaduw en licht (hij bewonderde de Hollandse schilderkunst en fotografeerde ook regelmatig in Nederland).
Demachy verwierf rond de eeuwwisseling internationale bekendheid met zijn kunstzinnige foto’s. Hij hield overal ter wereld exposities en werd lid van de Amerikaanse fotoclubs Linked Ring en Photo-Secession. Tussen 1904 en 1907 werden door Alfred Stieglitz diverse van zijn foto’s gepubliceerd in diens vooraanstaande fototijdschrift Camera Work. In 1906 had hij samen met onder anderen zijn landgenoten Constant Puyo en René Le Bègue een bijzonder succesvolle tentoonstelling in Stieglitz' bekende "Gallerie 291" te New York.
Demachy schreef met name op latere leeftijd ook veel boeken en essays over de kunst van de fotografie.

## Trivia
- Demachy was een van de eerste Fransen die een eigen auto bezat, reeds in de jaren 1890.

## Galerij

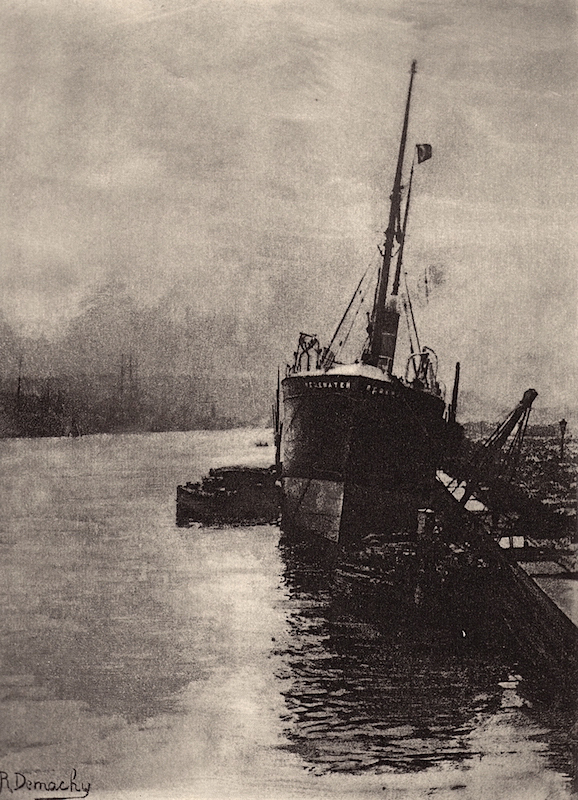
Rouen, 1898
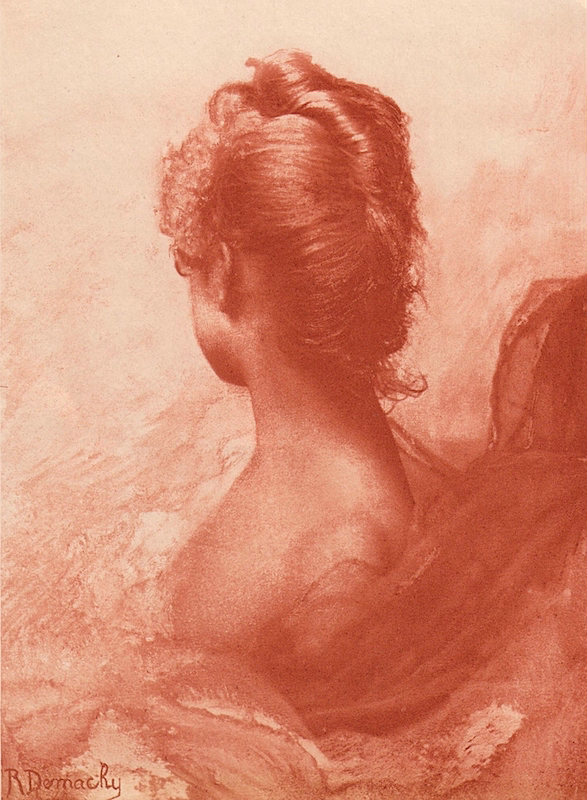
Study in Red, 1898
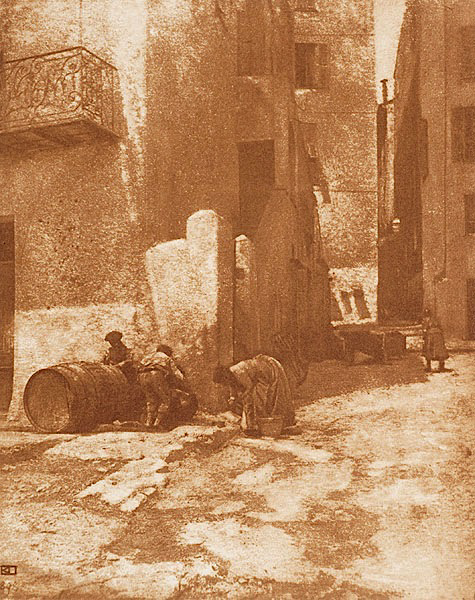
A Street in Mentone, 1900
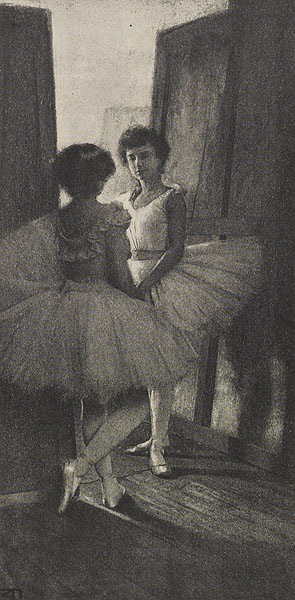
Achter de coulissen, 1904
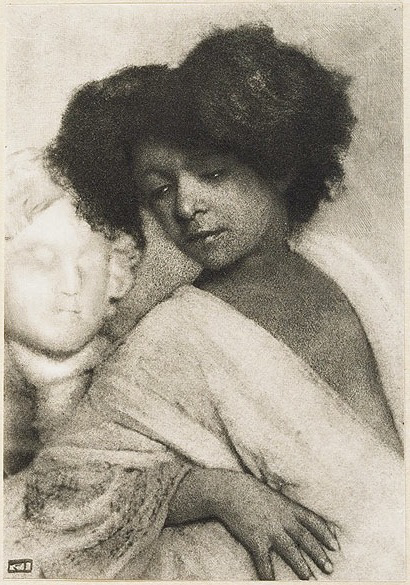
Contrasts, 1904
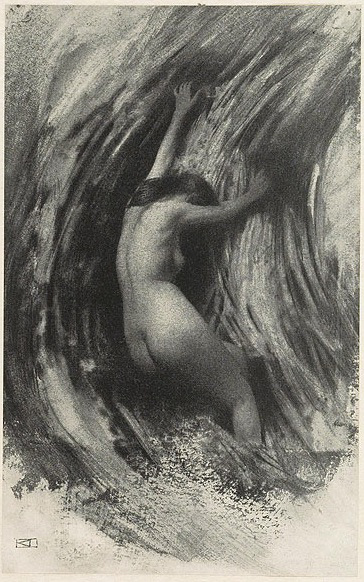
Struggle, 1904
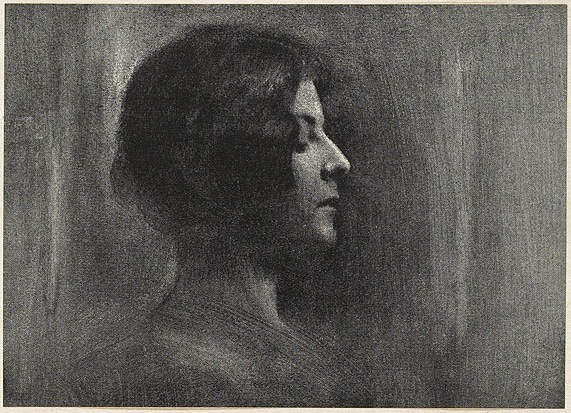
Ernst, 1904
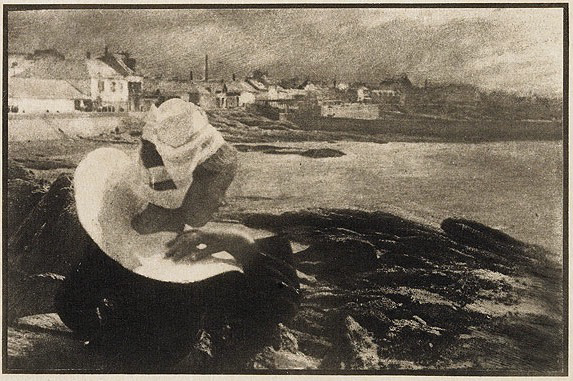
Brittannië, 1904
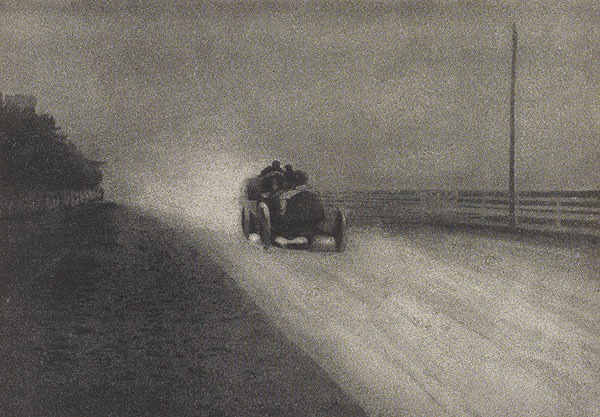
Snelheid, 1904
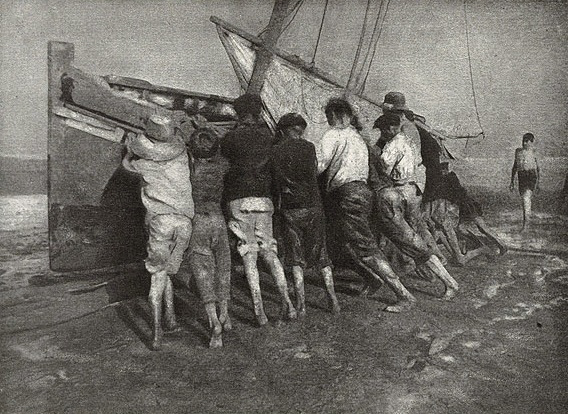
L'Effort, 1905
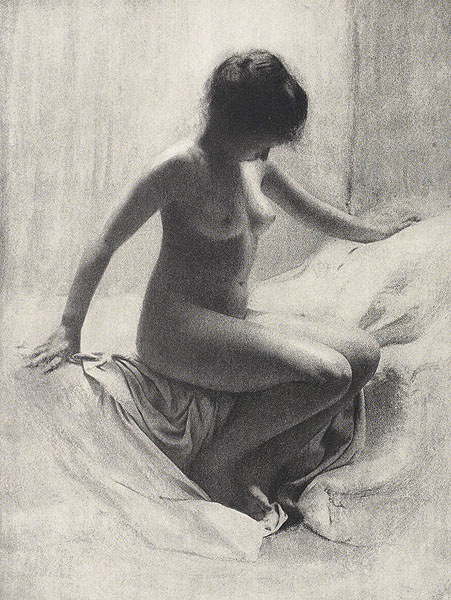
Studie, 1906
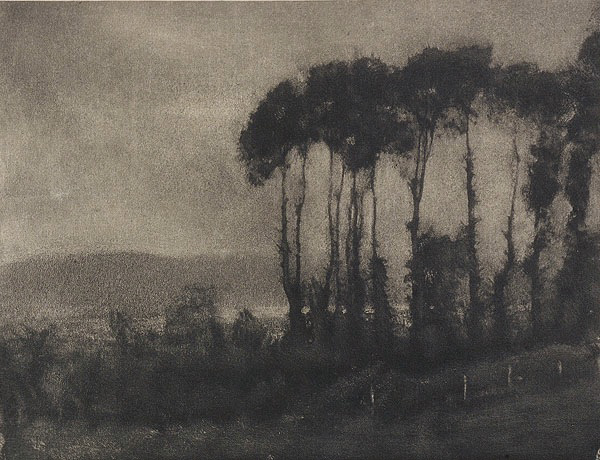
Toucques Valley, 1906